# Pykrete

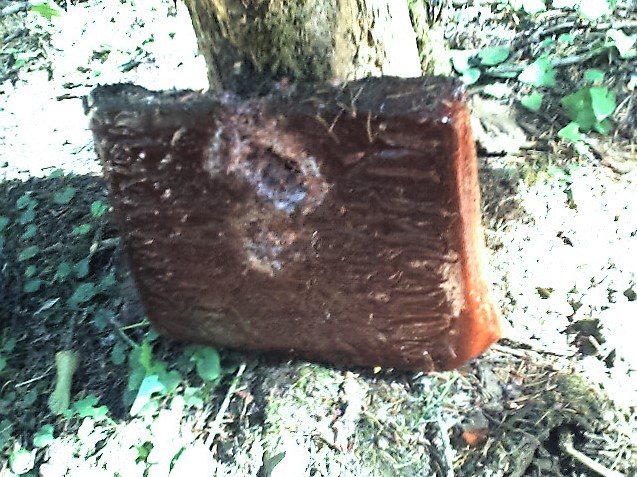
Bloc de pykrete.

El pykrete és un material compost d'un 14% de serradures o una altra polpa de fusta i 86% de gel, aproximadament.
El seu ús va ser proposat durant la Segona Guerra Mundial per Geoffrey Pyke a la Reial Marina Britànica per construir un portaavions d'enormes dimensions i impossible d'enfonsar.
És una mica més difícil de tractar que el formigó, ja que s'expandeix durant el procés de congelació. No obstant això, pot ser reparat i mantingut amb aigua de mar. La barreja pot ser modelada en qualsevol forma i congelada, i serà més forta i duradora, sempre que es mantingui a la temperatura de congelació o inferior.
Algunes de les propietats que té aquest compost són:
- Baix índex de fusió.
- Duresa propera a la del formigó.
- Resistència a grans tensions gràcies a la composició fibrosa.